# Archytas nigrocalyptratus
Archytas nigrocalyptratus là một loài ruồi trong họ Tachinidae.